# حادث إطلاق النار في قاعدة فلوريدا 2019
حادث إطلاق النار في قاعدة فلوريدا 2019 هيَ عمليّة إطلاق نار جماعي حصلت صبيحة السادس من ديسمبر 2019 في قاعدة فلوريدا.

## الحادث
كانت عملية إطلاق النار في محطة بينساكولا البحرية الجوية هي عملية إطلاق نار جماعية وقعت في 6 ديسمبر 2019 في بينساكولا في فلوريدا، قُتل ثلاثة أشخاص على يد مطلق النار وأصيب ثمانية آخرون، قتل مطلق النار محمد سعيد الشمراني من قبل نواب عمدة مقاطعة إيسكامبيا بعد وقت قصير من وصولهم إلى مكان الحادث، تم التعرف عليه وهو طالب طيران من المملكة العربية السعودية وقالت السلطات إنها تحقق في الإرهاب كدافع محتمل لهذه العملية.

## الضحايا
قُتل ثلاثة أشخاص على يد مطلق النار وأصيب ثمانية آخرون، وقتل مطلق النار محمد سعيد الشمراني.

## ما بعد الهجوم
الرئيس الأمريكي دونالد ترامب يعلن أن الملك سلمان بن عبد العزيز، اتصل به هاتفيا وقدم تعازيه بضحايا الهجوم الذي نفذه مواطن سعودي على قاعدة عسكرية بولاية فلوريدا.
الملك سلمان بن عبد العزيز يؤكد لترمب على وقوف المملكة إلى جانب الولايات المتحدة، وأمر الملك الأجهزة الأمنية السعودية بالتعاون مع الأجهزة الأمنية الأميركية للوصول لكافة المعلومات التي تساعد في كشف ملابسات هذا الحادث.